# Patridava
Patridava là một chi bướm đêm thuộc họ Geometridae.